# 국제 문해의 날
국제 문해의 날(영어: International Literacy Day)은 문맹 퇴치의 중요성을 일깨우기 위해 유네스코가 제정한 기념일로, 매년 9월 8일이다. 1966년에 공표되었으며 1967년부터 기념해왔는데 해마다 특정 주제를 가지고 전 세계 각국에서 기념 행사가 펼쳐진다. 또한 이날에는 유네스코에서 제정한 두 개의 국제 문맹 퇴치 공로상이 시상되는데, 1989년 제정된 '유네스코 세종대왕 문해상(The UNESCO King Sejong Literacy Prize)’ 과 2005년 제정된 '유네스코 공자 문해상(The UNESCO Confucius Prize for Literacy)'이다.

## 역사
유네스코는 1946년부터 세계적인 문맹 퇴치 운동을 벌여왔다. 유네스코는 1966년 10월 26일 유네스코 선언을 통해 9월 8일을 세계 문해의 날로 제정 공포한후, 1967년부터 매년 9월 8일에 그 해마다 특별한 주제를 가지고 프로그램을 선정하고 이날을 기념하는 행사를 가지고 있다. 주제는 해당 시기의 가장 관심을 가져야 할 일들과 관련된 것을 선정하고 있다. 2003~04년에는 문해와 성적 차별 문제에 대하여, 2007년과 2008년의 주제는 "문맹과 건강"이었고, 보건 교육의 선두에 있는 단체들에게 상이 수여되었다. 이것은 2007-2008년 유엔 문해력 10년의 주제이기도 했다.
특히, 2008년 국제 문해력의 날은 세계 최고의 공중 보건 관심사인 HIV, 결핵, 말라리아와 같은 전염성 질병에 초점을 맞추어 문해력과 전염병을 강조하였다. 2009-2010년에는 "문맹과 역량"에 중점을 두었으며, 양성 평등과 여성의 역량 강화에 대한 특별한 고려가 있었다. 2011-2012 기념행사의 주제는 "문학과 평화"이다. 2014~15년에는 지속 가능한 사회에 주목했다. 2016년 50주년을 맞아서는 기록의 중요성을 강조했고, 2017년에는 디지털 사회에 있어 문맹이란 무엇인가에 관심을 촉구했다.

## 제정 이유
문자를 이해하고 활용하는 능력인 문해력을 교육의 권리를 이루는 가장 기초적인 단계로 간주하고, 문맹 퇴치를 위한 활동을 장려하기 위해서 유네스코에 의해 제정되었다. 문해력은 사람들로 하여금 사회에 대한 적극적인 참여를 가능하게 하고, 노동 시장에서 더 많은 기여가 가능하게 하여, 지속 가능한 개인의 발전과 삶의 기회를 확장하는 데 도움이 된다.

## 관련 행사

### 기념행사
세계 문해의 날은 전 세계에서 다자간기구, NGO, 민간 단체, 지역 사회, 교사, 학습자 및 전문가를 중심으로 기념 행사가 펼쳐진다. 주요 국제 행사는 파리 유네스코 본부에서 9월 8일부터 9일까지 이틀간의 컨퍼런스 형태로 개최된다. 세계 문해의 날에는 유네스코에서 제정한 두 개의 국제 문맹 퇴치 공로상이 시상된다.

### 유네스코 세종대왕 문해상
하나는 한국 정부의 지원을 받는 '유네스코 세종대왕 문해상(The UNESCO King Sejong Literacy Prize)’이다. 1989년 6월에 한국정부가 제안하여 제정되었으며 1990년부터 매년 세계문해의 날에 시상되고 있다. 한국정부는 문해력이 낮은 백성을 위해 과학적인 문자를 새로 만든 세종대왕의 한글 창제정신을 전 세계에 알리고, 문맹 퇴치에 기여한 단체와 개인을 장려하여 문맹 퇴치의 중요성을 일깨우는 데 기여하고자 상의 제정을 유네스코에 제안하였다. 특히 개발도상국의 모어(母語) 발전과 보급에 이바지한 개인, 단체, 기구 가운데 3명(혹은 단체)에게 시상한다. 수상자 3인(단체)에게는 각각 미화 2만 달러가 주어지는데 그 재원은 한국정부가 출연한다. 각 수상자에게는 상금과 상장, 은으로 만든 메달을 수여한다.

### 유네스코 공자 문해상
다른 하나는 유네스코 공자 문해상 (UNESCO Confucius Prize for Literacy)으로 2005년 9월 제172차 유네스코 집행이사회에서 중국 정부의 제안을 통해 제정된 것이다. 도시가 아닌 시골의 성인 및 학교를 다니지 못하는 청소년, 특히 여성과 여자 어린이의 문맹 퇴치에 크게 기여한 개인·비정부단체·정부나 정부기관에 매년 3명(곳)에게 시상한다. 추천과 심사, 선정 절차는 세종대왕 문해상과 비슷하며, 3명(단체)에게 각각 미화 3만달러가 상금으로 주어지는데 그 재원은 중국정부가 전액 부담한다.
2009년에는 한국인 윤주홍이 설립하고 주도한 아프가니스탄 파샤이 언어 개발 프로젝트(Pashai Language Development Project)가 파샤이 언어의 문자화와 문해교육 및 여성과 청소년의 문해 교육에 이바지한 공로로 2009년 유네스코 공자 문해상(1등상)을 받았다. 특히 윤주홍은 한글의 장점과 언어학적 원리를 이용하여 파샤이(Pashai)어의 문자화를 이루었고 개발된 부족어를 통하여 수 십여 권의 책을 발간하였다.

## 같이 보기
- 한글의 우수성에 관한 논란
- 한글
- 문해
- 문해율에 따른 나라 목록